# Necyria diva
Necyria diva är en fjärilsart som beskrevs av Otto Staudinger 1888. Necyria diva ingår i släktet Necyria och familjen Riodinidae. Inga underarter finns listade i Catalogue of Life.